# Kitty B

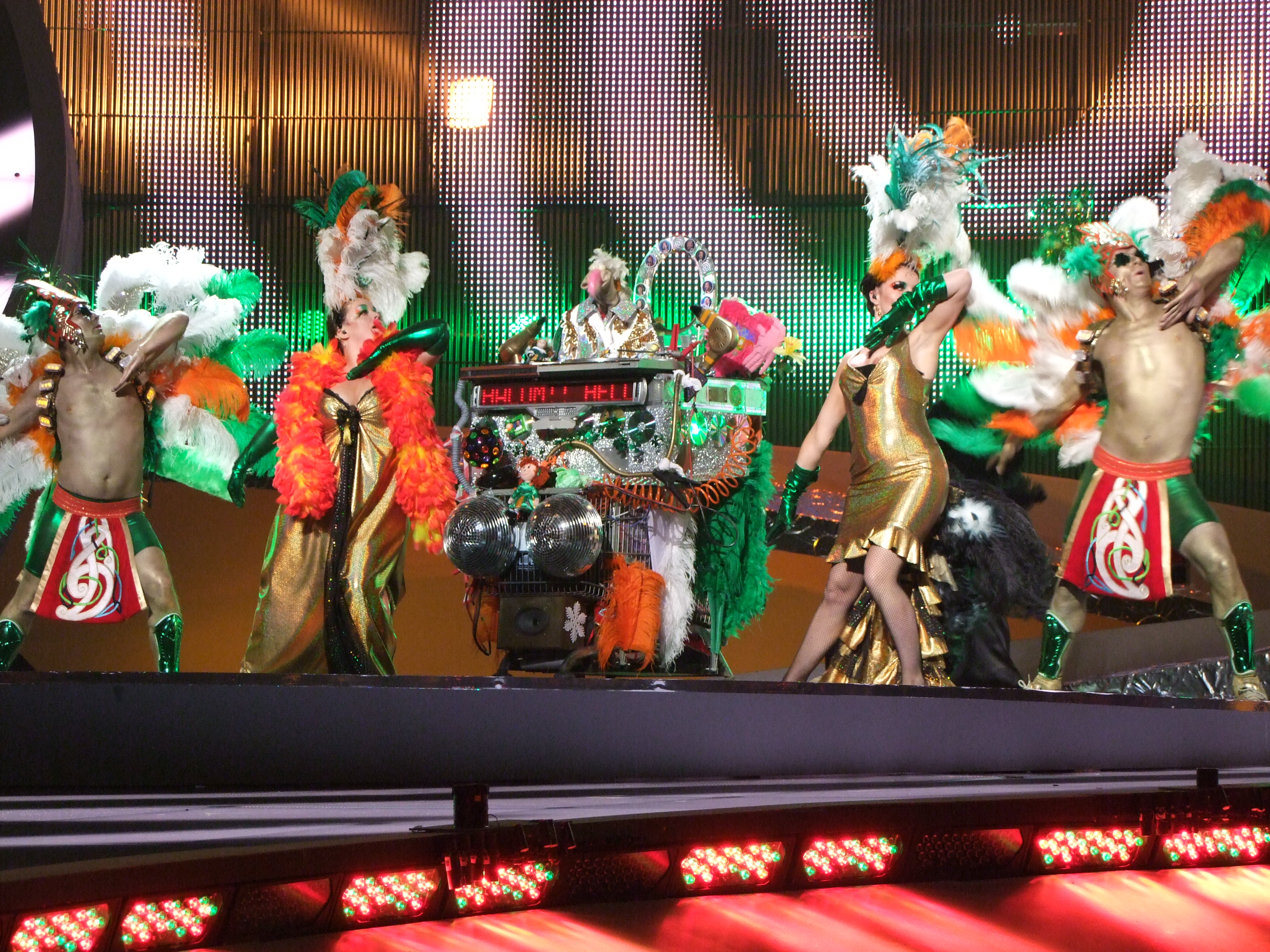
Kitty B junto a El pavo Dustin

Kitty B es un grupo irlandés que representó a Irlanda en el Festival de la Canción de Eurovisión 2008 junto al muñeco de trapo El pavo Dustin. No llegaron a conseguir la final del festival consiguiendo solamente 22 puntos en la primera semifinal y empatando con Gisela, representante de Andorra.